# Великая хартия вольностей (вышивка)
Великая хартия вольностей (англ. Magna Carta) — 13-метровая вышивка, созданная в 2015 году под руководством английской художницы Корнелии Паркер. Представляет из себя точную копию увеличенного изображения статьи «Великая хартия вольностей» в английской Википедии, по состоянию на 2015 год. 
Проект художницы Корнелии Паркер, решившей создать «портрет нашего времени», был выполнен по заказу Школы искусств Раскина Оксфордского университета в сотрудничестве с Британской библиотекой и приурочен к 800-летию хартии вольностей. Работа была заказана в феврале 2014 года, будучи выбранной из шорт-листа художественных проектов. Её выполнение спонсировалось Английским художественным советом (Arts Council England) и Фондом Джона Фелла (John Fell OUP Research Fund) благодаря средствам, собранным через Британскую национальную лотерею.
Распечатанное изображение интернет-страницы было разделено на части и отдано для вышивания разным людям. Всего в работе участвовало 200 человек, включая членов британской Гильдии вышивальщиков и учеников Королевской школы рукоделия; часть работы выполнили 40 заключённых, занимающихся художественной вышивкой. Специально для нескольких известных борцов за гражданские права в работе были оставлены небольшие лакуны: так, основатель Википедии Джимми Уэйлс вышил фразу user's manual, Эдвард Сноуден — слово liberty, а Джулиан Ассанж — freedom. Также иглу в руки взяли музыканты Джарвис Кокер (он вышил фразу common people) и Брайан Ино. По словам художницы, члены британской королевской семьи, которым она послала приглашение, отказались участвовать в проекте.
В мае—июле 2015 года вышивка была выставлена в Лондоне, во входном вестибюле Британской библиотеки. С осени 2015 года она поочерёдно выставлялась в Великобритании в местах, где хранятся оригинальные копии хартии.